# Bjørn Jagnow
Bjørn Jagnow (* 19. Dezember 1972 in Dortmund) ist ein deutscher Autor von Fantasy-Literatur.

## Leben
Nach dem Abitur schloss Bjørn Jagnow zuerst eine Ausbildung als Verlagskaufmann ab und danach eine weitere als Buchhändler. Bereits 1992 begann er Fantasy-Kurzgeschichten zu schreiben. 1994 erschien sein erster Kurzroman Dualismus Version 1.0.
In den Folgejahren umfasste sein literarisches Schaffen neben Fantasy- auch Science-Fiction- und Horror-Geschichten.
Von 2004 bis 2006 redigierte er die Zeitschrift Federwelt.
Insbesondere für die Fantasy-Rollenspiel Das Schwarze Auge verfasste er einige Beiträge.
Ende der 90er Jahre verfasste Bjørn Jagnow vermehrt nicht-fiktive Texte, so z. B. Abhandlungen über die Buchpreisbindung.
Zwischen 2001 und 2004 erreichte er verschiedene Nominierungen wie auch Platzierungen beim Deutschen Phantastik Preis.

## Veröffentlichungen (Auswahl)
Romane:
- Wilde Jagd, 2000, ISBN 3-934193-22-6

- Die Zeit der Gräber, Serie: Das schwarze Auge – DSA, 1995, ISBN 3-453-08678-3

Sachbücher:
- Fragen und Antworten zu Urheberrecht, Verlagswesen und Vermarktung 2008: 9 Jahre »Frag den Experten« im Newsletter »The Tempest« mit einer Einführung in Urheber- und Medienrecht für Autoren, 2009, ISBN 978-3-86582-855-2

- Marketing für Autoren, 2005, ISBN 3-934488-13-7

Rollenspiele:
- Universal Talent System, 2013, ISBN 978-1-4820-9001-7